# MedNet
La MedNet, abbreviativo di Mediterranean Network, è una rete di stazioni per il rilevamento dei movimenti tellurici, installate in varie aree geografiche che affacciano sul Mar Mediterraneo.
È gestita dall'Istituto Nazionale di Geofisica e Vulcanologia (INGV) in collaborazione con molti omologhi istituti geofisici europei.